# Antonio Pizzonia
Antonio Reginaldo Pizzonia junior (* 11. September 1980 in Manaus) ist ein ehemaliger brasilianischer Automobilrennfahrer.
Nach mehreren Meistertiteln in nationalen Formelserien und zwei Jahren in der Formel 3000 war Pizzonia von 2003 bis 2005 in der Formel 1 aktiv und startete zu 20 Rennen. Er bestritt keine Saison durchgängig. Anschließend trat er in mehreren Rennserien zu einzelnen Rennen an. Zwischen 2008 und 2011 nahm er an drei Saisons der Superleague Formula teil. Seit 2007 fährt Pizzonia in der Stock Car Brasil.

## Karriere

### Anfänge im Motorsport (1991–2000)
Pizzonia begann seine Motorsportkarriere 1991 im Kartsport. Nach dem Gewinn der Stadtmeisterschaft trat an den Wochenenden in São Paulo zu Kartrennen an, um bei den dortigen Rennen wettbewerbsfähiger zu werden. 1996 gewann er die brasilianische Kartmeisterschaft. Daraufhin debütierte er in den Vereinigten Staaten im Formelsport und wurde auf Anhieb Zweiter der US Barber Formel Dodge. Außerdem startete er bei einem Rennen der Winterserie der britischen Formel Vauxhall Junior erstmals in Europa. 1997 trat er in der regulären Meisterschaft an und wurde Vizemeister. Die darauffolgende Winterserie entschied er für Lewis Motorsport startend für sich. 1998 blieb Pizzonia bei Lewis Motorsport und gewann auch die Fahrerwertung der britischen Formel Vauxhall Junior. Mit 186 zu 163 Punkten setzte er sich gegen Richard Lyons durch.
Nach der Saison wechselte Pizzonia zu Manor Motorsport und ging in der Winterserie der britischen Formel Renault an den Start. Er gewann alle Rennen und entschied die Fahrerwertung für sich. 1999 trat Pizzonia für Manor Motorsport sowohl in der britischen Formel Renault, als auch im Eurocup Formel Renault an. In der britischen Formel Renault entschied Pizzonia 11 von 13 Rennen für sich und gewann die Meisterschaft. Im Eurocup unterlag er Gianmaria Bruni mit 196 zu 216 Punkten und erreichte mit vier Siegen aus neun Rennen den zweiten Gesamtrang. Als Prämie für seine Leistungen in der Formel Renault erhielt Pizzonia einen Formel-1-Testtag mit dem Williams-Rennstall. 2000 blieb Pizzonia bei Manor Motorsport und nahm an der britischen Formel-3-Meisterschaft teil. Er gewann 5 von 13 Rennen und entschied die Meisterschaft mit 200 zu 161 Punkten vor Tomas Scheckter für sich. In diesem Jahr absolvierte Pizzonia Formel-1-Testfahrten für Benetton und Arrows.

### Formel 3000 (2001–2002)
2001 wechselte Pizzonia in die Internationale Formel-3000-Meisterschaft und ging für das von Super Nova Racing betreute Petrobras Junior Team an den Start. In Hockenheim gewann Pizzonia sein einziges Formel-3000-Rennen. Er beendete die Saison mit 22 Punkten auf dem sechsten Platz und unterlag damit seinem Teamkollegen und Landsmann Ricardo Sperafico, der mit 24 Punkten den fünften Rang erreicht hatte. Sowohl Pizzonia, als auch Sperafico absolvierten nach der Saison Formel-1-Testfahrten für Williams.
2002 folgte eine weitere Saison in der Formel 3000 für das Petrobras Junior Team. Pizzonia stand mit einem dritten Platz einmal auf dem Podium und schloss die Saison auf dem achten Platz ab. Intern unterlag er damit wieder seinem Teamkollegen Ricardo Sperafico, der den fünften Platz verteidigte. Sébastien Bourdais, der im Schwesterteam Super Nova Racing fuhr, gewann in dieser Saison die Meisterschaft. Darüber hinaus war Pizzonia 2002 Formel-1-Testfahrer von Williams. Trotz seiner durchwachsenen Formel-3000-Ergebnisse erhielt er nach der Saison Lob vom Williams-Teamchef Frank Williams, der in sehr hoch einschätzte.

### Formel 1 (2003–2005)
Für die Formel-1-Weltmeisterschaft 2003 erhielt Pizzonia bei Jaguar Racing ein Stammcockpit in der Formel 1. Zusammen mit Mark Webber bildete er das neue Fahrerduo des Rennstalls. Während Webber mehrmals in die Punkteränge fuhr, blieb Pizzonia mit einem neunten Platz beim Großen Preis von Österreich ohne Punkte. Nach dem elften Rennen, dem Großen Preis von Großbritannien, bei dem Pizzonia mit einem Motorschaden ausgefallen war, trennte sich Jaguar von Pizzonia. Obgleich Pizzonia bei seinem letzten Rennen seinen Teamkollegen Webber im Griff hatte und eines seiner bis dahin besten Formel-1-Rennen gefahren war, war Jaguar mit seiner Gesamtbilanz nicht zufrieden. Pizzonia wurde durch Justin Wilson ersetzt. Ursprünglich wollte Jaguar Pizzonia bereits nach dem fünften Rennen durch Alexander Wurz ersetzen. Dessen Engagement scheiterte aber an einer zu hohen Ablöseforderung von Wurz bisherigen Rennstalls McLaren. Pizzonia wurde die Position des Jaguar-Testfahrers angeboten, diese lehnte er jedoch ab.
2004 kehrte Pizzonia als Testfahrer zu Williams zurück. Nachdem der Stammpilot Ralf Schumacher nach einem Unfall beim Großen Preis der USA für einige Rennen verletzungsbedingt pausieren musste, erhielt Pizzonia für vier Rennen dessen Cockpit. Zunächst hatte Williams Marc Gené, Pizzonias Testfahrerkollegen, eingesetzt, doch dieser blieb bei zwei Einsätzen punktelos. Pizzonia erreichte bei den Grand Prix in Deutschland, Ungarn und Italien jeweils als Siebter das Ziel und holte damit Punkte. Beim Großen Preis von Italien erreichte Pizzonia im Rennen eine Höchstgeschwindigkeit von 369,9 km/h. Damit stellte er einen neuen Geschwindigkeitsrekord in der Formel 1 auf und löste Michael Schumacher ab, der diesen Rekord ein Jahr zuvor auf derselben Strecke mit einer Geschwindigkeit von 368,8 km/h aufgestellt hatte. In der Fahrerwertung erreichte Pizzonia mit dem 15. Platz das beste Ergebnis seiner Formel-1-Zeit.
Für die Formel-1-Weltmeisterschaft 2005 hatte Williams bereits Webber unter Vertrag genommen. Für die Vergabe des zweiten Cockpits veranstaltete Williams ein Shoot-Out zwischen Pizzonia und Nick Heidfeld. Heidfeld entschied diese Duelle mit 5:2 für sich und erhielt schließlich das Cockpit, während Pizzonia Testfahrer blieb. Durch einen Unfall von Heidfeld bei Testfahrten kam Pizzonia beim Großen Preis von Italien erneut bei Williams zum Einsatz. Auf Anhieb gelang es ihm, mit einem siebten Platz zwei Punkte einzufahren. Nach einem Fahrradunfall fiel Heidfeld für den Rest der Saison aus, sodass Pizzonia die restlichen vier Rennen absolvierte. Bei diesen blieb er ohne Punkte.
Für die Formel-1-Weltmeisterschaft 2006 wurde Pizzonia bei Williams, die mit Nico Rosberg einen neuen Piloten verpflichtet hatten, nicht berücksichtigt.

### Engagements in diversen Rennserien (seit 2006)
2006 wechselte Pizzonia in die nordamerikanische Champ-Car-Serie zu Rocketsports Racing. Nachdem er beim Saisonauftakt den zehnten Platz erzielt hatte, verlor er sein Cockpit jedoch wieder. Im weiteren Saisonverlauf wurde er bei drei weiteren Rennen im zweiten Rocketsports-Auto eingesetzt. Pizzonia wurde 18. in der Fahrerwertung. 2007 kehrte Pizzonia ins Rahmenprogramm der Formel 1 zurück und erhielt bei FMS International ein Cockpit in der GP2-Serie, der Nachfolgeserie der Formel 3000. Nachdem er bei den ersten drei Veranstaltungen einen Punkt geholt hatte, wurde er durch Adam Carroll ersetzt. Die restliche Saison bestritt er in der Stock Car Brasil, einer brasilianischen Tourenwagenserie. Es waren seine ersten Rennen im Tourenwagen. Ein 15. Platz war Pizzonias bestes Ergebnis. Seit 2007 startet Pizzonia sowohl in Formelsport-, als auch in Tourenwagenserien.
2008 nahm Pizzonia zunächst an einem Rennen der IndyCar Series teil. Er startete erneut für Rocketsports Racing. Anschließend erhielt er bei EuroInternational ein Cockpit in der Superleague Formula, einer neuen Rennserie, in der die Fahrzeuge Fußballvereine repräsentierten. Pizzonia löste zur zweiten Veranstaltung Andy Souček im Auto von Corinthians São Paulo ab. Ein zweiter Platz war Pizzonias bestes Ergebnis. Darüber hinaus setzte er sein Engagement in der Stock Car Brasil fort. Ein 13. Platz war in dieser Meisterschaft sein bestes Resultat. 2009 begann Pizzonia die Saison in der Stock Car Brasil und stieg im Laufe des Jahres aus. Mit einem dritten Platz beim Saisonauftakt erzielte er in diesem Jahr seine erste Podest-Platzierung im Tourenwagen. In der Fahrerwertung wurde er 15. In der Superleague Formula wechselte er zu Alan Docking Racing, die in dieser Saison das Fahrzeug von Corinthians betreuten. Pizzonia erzielte zweimal den dritten Platz.
2010 war Pizzonia nur in Tourenwagen- und GT-Serien aktiv. Obwohl er in der Stock Car Brasil erstmals die komplette Saison bestritt, verlor er einige Positionen in der Fahrerwertung und schloss die Saison mit einem dritten Platz als bestem Ergebnis auf dem 23. Platz ab. In der brasilianischen GT3-Meisterschaft wurde er 19. 2011 kehrte Pizzonia in die Superleague Formula zu Alan Docking Racing zurück. Allerdings wurde die Saison nach den ersten zwei Veranstaltungen abgebrochen. Pizzonia startete für die brasilianische Nationalmannschaft und erreichte mit einem zweiten und dritten Platz zwei Podest-Platzierungen bei fünf Starts. Darüber hinaus war er in mehreren brasilianischen Tourenwagen- und GT-Serien aktiv und nahm an einzelnen Rennen teil.
2012 bestritt Pizzonia seine zweite vollständige Saison in der Stock Car Brasil. Mit einem vierten Platz als bestem Ergebnis wurde er 15. in der Fahrerwertung. In der brasilianischen GT3-Meisterschaft nahm er auch an einem Rennen teil. Darüber hinaus machte er bei einem Rennen der ALMS für Conquest Endurance erste Erfahrungen bei einem Langstreckenrennen. Für Schlagzeilen sorgte Pizzonia 2012 allerdings im Formelsport. Für die brasilianische Veranstaltung der Auto GP World Series in Curitiba erhielt er ein Cockpit bei Ombra Racing. Ohne vorher an Testfahrten teilgenommen zu haben, gelang es Pizzonia sein Debütrennen zu gewinnen. Einen Tag später profitierte Pizzonia im Sprintrennen vom Ausfall eines Konkurrenten und entschied auch dieses für sich. Pizzonias zwei Siege stellten die einzigen Podest-Platzierungen eines Ombra-Fahrers in der Saison 2012 dar. Für das anschließende Rennwochenende erhielt er dann ein Cockpit bei Zele Racing, blieb nach einem Ausfall im ersten Rennen aber ohne Punkte. In der Auto-GP-Gesamtwertung belegte Pizzonia am Saisonende den neunten Platz.

## Persönliches
Pizzonia wurde in Manaus, einer Metropole mitten im Urwald des Amazonas Brasiliens, geboren und kommt somit aus einer Umgebung, die ganz anders geartet ist, als die jener Landsleute, die sich dem Motorsport widmen und meist aus São Paulo oder Rio de Janeiro stammen. Britische Rennsport-Journalisten, die Fahrer gerne mit merkfähigen Etiketten versehen, verpassten ihm daher schnell den Spitznamen Jungle Boy. Pizzonia ist mit der Leichtathletin Maurren Higa Maggi verheiratet.

## Statistik

### Karrierestationen
| - 1991–1996: Kartsport - 1996: US Barber Formel Dodge (Platz 2) - 1996: Britische Formel Vauxhall Junior, Winterserie - 1997: Britische Formel Vauxhall Junior (Platz 2) - 1997: Britische Formel Vauxhall Junior, Winterserie (Meister) - 1998: Britische Formel Vauxhall Junior (Meister) - 1998: Britische Formel Renault, Winterserie (Meister) - 1999: Britische Formel Renault (Meister) - 1999: Eurocup Formel Renault (Platz 2) - 2000: Britische Formel 3 (Meister) - 2000: Formel 1 (Testfahrer) - 2001: Formel 3000 (Platz 6) | - 2002: Formel 3000 (Platz 8) - 2002: Formel 1 (Testfahrer) - 2003: Formel 1 (Platz 21) - 2004: Formel 1 (Platz 15) - 2005: Formel 1 (Platz 22) - 2006: Champ Car (Platz 18) - 2007: GP2-Serie (Platz 27) - 2007: Stock Car Brasil (Platz 40) - 2008: IndyCar Series (Platz 45) - 2008: Superleague Formula - 2008: Stock Car Brasil (Platz 31) - 2009: Superleague Formula | - 2009: Stock Car Brasil (Platz 15) - 2010: Stock Car Brasil (Platz 23) - 2010: Brasilianische GT3 (Platz 19) - 2011: Superleague Formula - 2011: Stock Car Brasil (Platz 26) - 2011: Brasilianische GT3 (Platz 24) - 2011: Petrobras de Marcas Cup (Platz 28) - 2012: Stock Car Brasil (Platz 15) - 2012: Auto GP (Platz 9) - 2012: Brasilianische GT3 (Platz 30) - 2012: ALMS, P2 |

### Statistik in der Formel-1-Weltmeisterschaft

#### Gesamtübersicht
| Saison | Team                | Chassis       | Motor                 | Rennen | Siege | Zweiter | Dritter | Poles | schn. Rennrunden | Punkte | WM-Pos. |
| ------ | ------------------- | ------------- | --------------------- | ------ | ----- | ------- | ------- | ----- | ---------------- | ------ | ------- |
| 2003   | Jaguar Racing       | Jaguar R4     | Ford Cosworth 3.0 V10 | 11     | −     | −       | −       | −     | −                | −      | 21.     |
| 2004   | BMW WilliamsF1 Team | Williams FW26 | BMW 3.0 V10           | 4      | −     | −       | −       | −     | −                | 6      | 15.     |
| 2005   | BMW WilliamsF1 Team | Williams FW27 | BMW 3.0 V10           | 5      | −     | −       | −       | −     | −                | 2      | 22.     |
| Gesamt | Gesamt              | Gesamt        | Gesamt                | 20     | −     | −       | −       | −     | −                | 8      |         |

#### Einzelergebnisse
| Saison | 1   | 2   | 3  | 4   | 5 | 6   | 7  | 8  | 9  | 10  | 11 | 12 | 13  | 14 | 15 | 16  | 17  | 18 | 19 |
| ------ | --- | --- | -- | --- | - | --- | -- | -- | -- | --- | -- | -- | --- | -- | -- | --- | --- | -- | -- |
| 2003   |     |     |    |     |   |     |    |    |    |     |    |    |     |    |    |     |     |    |    |
| 13     | DNF | DNF | 14 | DNF | 9 | DNF | 10 | 10 | 10 | DNF |    |    |     |    |    |     |     |    |    |
| 2004   |     |     |    |     |   |     |    |    |    |     |    |    |     |    |    |     |     |    |    |
|        |     |     |    |     |   |     |    |    |    |     | 7  | 7  | DNF | 7  |    |     |     |    |    |
| 2005   |     |     |    |     |   |     |    |    |    |     |    |    |     |    |    |     |     |    |    |
|        |     |     |    |     |   |     |    |    |    |     |    |    |     | 7  | 15 | DNF | DNF | 13 |    |

| Legende  | Legende            | Legende                                                          |
| Farbe    | Abkürzung          | Bedeutung                                                        |
| -------- | ------------------ | ---------------------------------------------------------------- |
| Gold     | –                  | Sieg                                                             |
| Silber   | –                  | 2. Platz                                                         |
| Bronze   | –                  | 3. Platz                                                         |
| Grün     | –                  | Platzierung in den Punkten                                       |
| Blau     | –                  | Klassifiziert außerhalb der Punkteränge                          |
| Violett  | DNF                | Rennen nicht beendet (did not finish)                            |
| Violett  | NC                 | nicht klassifiziert (not classified)                             |
| Rot      | DNQ                | nicht qualifiziert (did not qualify)                             |
| Rot      | DNPQ               | in Vorqualifikation gescheitert (did not pre-qualify)            |
| Schwarz  | DSQ                | disqualifiziert (disqualified)                                   |
| Weiß     | DNS                | nicht am Start (did not start)                                   |
| Weiß     | WD                 | zurückgezogen (withdrawn)                                        |
| Hellblau | PO                 | nur am Training teilgenommen (practiced only)                    |
| Hellblau | TD                 | Freitags-Testfahrer (test driver)                                |
| ohne     | DNP                | nicht am Training teilgenommen (did not practice)                |
| ohne     | INJ                | verletzt oder krank (injured)                                    |
| ohne     | EX                 | ausgeschlossen (excluded)                                        |
| ohne     | DNA                | nicht erschienen (did not arrive)                                |
| ohne     | C                  | Rennen abgesagt (cancelled)                                      |
| ohne     | keine WM-Teilnahme |                                                                  |
| sonstige | P/fett             | Pole-Position                                                    |
| sonstige | 1/2/3/4/5/6/7/8    | Punktplatzierung im Sprint-/Qualifikationsrennen                 |
| sonstige | SR/kursiv          | Schnellste Rennrunde                                             |
| sonstige | *                  | nicht im Ziel, aufgrund der zurückgelegten Distanz aber gewertet |
| sonstige | ()                 | Streichresultate                                                 |
| sonstige | unterstrichen      | Führender in der Gesamtwertung                                   |